# Uni-Halle
L’Uni-Halle est un hall omnisports situé à Wuppertal, en Rhénanie-du-Nord-Westphalie, où évolue le club de handball du Bergischer HC, club de Bundesliga.  